# Kamisato
Kamisato (上里町?) è una cittadina giapponese della prefettura di Saitama.